# بروبيكو
بروبيكو (بالإنجليزية: Probico)‏ الذي يعرف أيضًا بإسم PBCo، ذو التركيبة الشاملة المكونة من البروأنثوسيانيدين والبيوتين والإنزيم المساعد Q10 يعالج ثلاثة أسباب رئيسية لتساقط الشعر: نقص الأحماض الأمينية، وعدم كفاية تكوين الشعر، والتهاب بصيلات الشعر، باستثناء اختلال التوازن الهرموني ومشاكل الدورة الدموية التي تتطلب أدوية موصوفة.

## الوصف الكيميائي
الخصائص الرئيسية لمكونات بروبيكو هي كما يلي:

### بروانثوسيانيدين
البروانثوسيانيدين(Proanthocyanidin)، وهو مركب طبيعي، خاصة النوع B2، له تأثير كبير على الشعر ويوجد بكثرة في تفاح أنوركا. تشير الأبحاث إلى أنه يؤثر على الميتوكوندريا في جذور الشعر، ويحفزها على توليد ATP من خلال أكسدة بيتا للدهون، وبالتالي الحفاظ على الأحماض الأمينية لتخليق الكيراتين. ويؤدي هذا إلى الحفاظ على الأحماض الأمينية الأساسية مثل الجلوتامين والجلايسين، ومنع أكسدتها وتعزيز تخليق الكيراتين ونمو الشعر. كما يعمل على زيادة التعبير عن VEGFA (عامل نمو الأوعية الدموية البطانية A) وFGF-7 (عامل نمو الخلايا الليفية 7)، مما يؤدي إلى انتقال بصيلات الشعر من مرحلة الراحة إلى مرحلة النمو، وبالتالي زيادة سمك الشعر وكثافته أيضا. بالإضافة إلى ذلك، فهو يحافظ على حيوية الخلايا الجريبية من خلال التحكم بشكل كبير في الإجهاد التأكسدي والحد من الضرر الذي يسببه للخلايا.

### البيوتين
البيوتين(Biotin)، المعروف أيضًا بإسم فيتامين ب7، هو قابل للذوبان في الماء يتم إفرازه بسرعة ويتحلل بسهولة أيضا. لا يستطيع البشر والكائنات حقيقية النواة متعددة الخلايا الأخرى تصنيع البيوتين بشكل مباشر، مما يجعل المكملات المستمرة ضرورية لمنع النقص. إنه ضروري في تخليق الأحماض الدهنية، والبروتين، والأحماض النووية، وتفاعلات إضافة الكربون في عملية التمثيل الغذائي للجلوكوز، وكلها تعتبر حيوية للعمليات الأيضية، بما في ذلك تخليق الشعر. يمكن أن يؤدي نقص البيوتين إلى التهاب الجلد، وتوقف النمو، وإضعاف الشعر، وتساقطه. ومع ذلك، فإن الإفراط في تناوله يمكن أن يسبب حب الشباب.

### أنزيم كيو 10
إن الإنزيم المساعد Q10، المعروف أيضًا بإسم يوبيكوينون(ubiquinone)، هو جزيء غير بروتيني وغير قطبي. مع التقدم في السن، تقل عملية تخليق هذا الفيتامين، مما يستلزم تناول مكملاته من خلال النظام الغذائي أو المكملات الغذائية. إضافة إلى ذلك، فهو يلعب دورًا حاسمًا في سلسلة نقل الإلكترون أثناء التنفس الخلوي، حيث ينتج ATP ويظهر خصائص مضادة للأكسدة. علاوة على ذلك، يساعد الإنزيم المساعد Q10 في التخفيض من نسبة الالتهاب في بصيلات الشعر، ويقلل من أمراض القلب والأوعية الدموية مثل تصلب الشرايين والذبحة الصدرية، ويمنع التعبير عن السيتوكينات المؤيدة للالتهابات TNF-α (عامل نخر الورم-α) وIL-6 (إنترلوكين 6). كما أنه يعمل بشكل تآزري مع فيتامين E وC للحفاظ على وظائف مضادات الأكسدة، ونتيجة لذلك، يوصى بتناول الإنزيم مع هذه الفيتامينات للحصول على الفوائد المثلى للعلاج.